# Vosburg
Vosburg is een dorp gelegen in de gemeente Kareeberg in de Zuid-Afrikaanse provincie Noord-Kaap. Het ligt 61 km westelijk van Britstown en 100 km noord-noord-west van Victoria West en 94 km noordoorstelijk van Carnarvon. 
De belangrijkste economische activiteit is de landbouw en meer in het bijzonder de schapenhouderij van merinoschapen.

## Geschiedenis
In 1895 werd het plaatsje gesticht op grond van de boerderij "Processfontein". Het dorp is genoemd naar ene J. Vos, de eigenaar van de boerderij, en de Van Rensburg-familie. In 1897 werd het dorp erkend als gemeente. In het dorp zijn 22 nationale monumenten, uit onder meer de 18e eeuw.

## Subplaatsen
Het nationaal instituut voor de statistiek, Stats SA, deelt sinds de census 2011 deze hoofdplaats in in zogenaamde subplaatsen (sub place), c.q. slechts één subplaats:
Vosburg SP.